# فرند (نبراسکا)
فرند(به انگلیسی: Friend) شهری در ایالت نبراسکا کشور ایالات متحده آمریکا است که جمعیت آن در سرشماری سال ۲۰۱۰ میلادی، ۱٬۰۲۷ نفر بوده‌است.